# Veľký Kýr
Veľký Kýr é um município da Eslováquia, situado no distrito de Nové Zámky, na região de Nitra. Tem 23,64 km² de área e sua população em 2018 foi estimada em 2.965 habitantes.

## Demografia
| Ano:        | 1994 | 2004   | 2014   | 2024   |
| ----------- | ---- | ------ | ------ | ------ |
| Broj ljudi: | 3347 | 3092   | 3017   | 2931   |
| Razlika:    |      | -7,61% | -2,42% | -2,85% |

| Ano:               | 2023 | 2024   |
| ------------------ | ---- | ------ |
| Número de pessoas: | 2963 | 2931   |
| Diferença:         |      | -1,07% |